# Johnstown (Pensylwania)
Johnstown – miasto (city) w hrabstwie Cambria, w zachodniej części stanu Pensylwania, w Stanach Zjednoczonych, położone u zbiegu rzek Little Conemaugh i Stonycreek, tworzących rzekę Conemaugh. W 2013 roku Johnstown liczyło 20 402 mieszkańców. Miasto jest głównym ośrodkiem obszaru metropolitalnego liczącego 143 679 mieszkańców (2010).
Obszar ten zasiedlony był początkowo przez indiańskie plemiona Szaunisów i Delawarów. W 1800 roku przybył tutaj Szwajcar, Joseph Johns, który założył osadę początkowo znaną jako Conemaugh (która to nazwa pochodziła od wcześniejszej osady indiańskiej). W 1834 roku nazwa miejscowości zmieniona została na Johnstown, upamiętniając założyciela. Johnstown zyskało na znaczeniu jako stacja krańcowa otwartej w tym samym roku linii kolejowej Allegheny Portage Railroad, prowadzącej przez pasmo górskie Alleghenów. W latach 60. XIX wieku w miejscowości rozwinął się przemysł stalowy. W 1889 roku Johnstown uzyskało prawa miejskie.
31 maja 1889 roku w mieście doszło do katastrofalnej powodzi, spowodowanej intensywnymi opadami deszczu, które doprowadziły do załamania się tamy znajdującej się w górze rzeki Little Conemaugh. W wyniku powodzi zginęło 2209 mieszkańców, zniszczonych zostało ponad 1600 domów. Powodzie nawiedzały miasto także w 1936 i 1977 roku.
Obecnie istotną rolę w gospodarce miasta odgrywa przemysł wydobywczy (produkcja węgla), stalowy, odzieżowy i środków transportu (produkcja wagonów kolejowych).
W mieście znajduje się uczelnia University of Pittsburgh at Johnstown (zał. 1927).